# Запорожский сельский совет (Весёловский район)
Запорожский сельский совет (укр. Запорізька сільська рада) — входит в состав
Весёловского района
Запорожской области
Украины.
Административный центр сельского совета находится в 
с. Запорожье.

## История
- 1924 — дата образования.

## Населённые пункты совета
- с. Запорожье
- с. Беловское
- с. Братолюбовка